# Roland Voglaire
Roland Voglaire est un ingénieur du son et un monteur son belge né le 7 décembre 1985 à Pertuis (Vaucluse).

## Filmographie (sélection)

### Cinéma
- 2013 : Juliette de Pierre Godeau
- 2013 : La Vie d'Adèle : Chapitres 1 et 2 d'Abdellatif Kechiche
- 2014 : Le Temps des aveux de Régis Wargnier
- 2015 : Un début prometteur d'Emma Luchini
- 2015 : Black d'Adil El Arbi et Bilall Fallah
- 2016 : Le Correspondant de Jean-Michel Ben Soussan
- 2016 : C'est quoi cette famille ?! de Gabriel Julien-Laferrière
- 2016 : Louis-Ferdinand Céline d'Emmanuel Bourdieu
- 2017 : Le Petit Spirou de Nicolas Bary
- 2018 : Mme Mills, une voisine si parfaite de Sophie Marceau
- 2024 : Sous le vent des Marquises de Pierre Godeau

### Télévision
- 2015 : Manneken Swing
- 2017 : Kaboul Kitchen (12 épisodes)

## Distinctions

### Nominations
- César 2014 : César du meilleur son pour La Vie d'Adèle : Chapitres 1 et 2